# National Low Income Housing Coalition
La National Low Income Housing Coalition (NLIHC) és una organització sense ànim de lucre dedicada a posar fi a la crisi de l'habitatge assequible dels Estats Units. Té com a objectiu ampliar i preservar l'habitatge per a persones amb ingressos extremadament baixos. NLIHC proporciona informació i dades actuals sobre l'habitatge assequible, i formula polítiques i augmenta la conscienciació sobre les necessitats i estratègies d'habitatge.

## Història
NLIHC va ser fundada l'any 1974 per Cushing Dolbeare, un analista i consultor de polítiques d'habitatge. Inicialment anomenada Ad Hoc Low Income Housing Coalition i incorporada com a National Low Income Housing Coalition cinc anys més tard, Dolbeare va crear l'organització en resposta a la moratòria de Nixon de 1973 sobre els subsidis federals a l'habitatge. Per a Dolbeare, la manca d'habitatges assequibles era per a les persones pobres un problema crònic amb poques solucions disponibles. En els primers anys de l'organització, va operar des de la casa del Capitol Hill de Dolbeare. Grups d'interès similars en aquell moment inclouen l'Organització Nacional de Llogaters.
Des dels primers anys de la dècada del 2000, NLIHC va ser actiu en els principals defensors de l'habitatge en la creació d'un fons fiduciari d'habitatge amb finançament federal. El National Housing Trust Fund es va aprovar com a part de la Llei d'Habitatge i Recuperació Econòmica de 2008. El 2016, el fons fiduciari va començar a oferir subvencions als estats per augmentar l'oferta d'habitatges de lloguer per a llars amb ingressos extremadament baixos. NLIHC continua defensant per augmentar el suport financer al Fons Fiduciari d'Habitatge Nacional.

### Lideratge

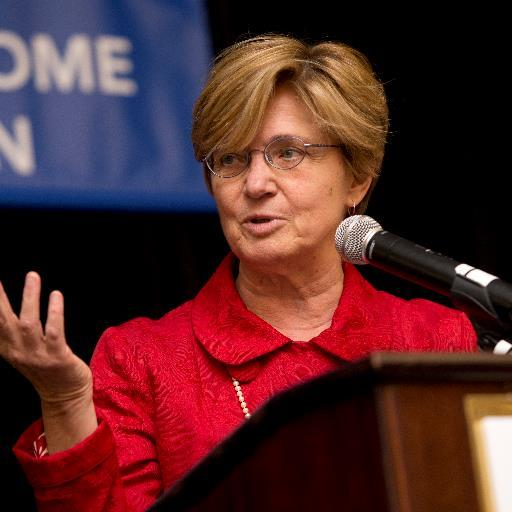
Sheila Crowley, expresidenta de la coalició (foto 2016)

Dolbeare va dirigir l'organització de 1977 a 1984 i de 1993 a 1994.  El 2014, NLIHC va commemorar els seus 40 anys d'operacions amb l'anunci d'un nou Consell de lideratge format per antics presidents de consells, directors executius i membres fundadors. El 2016, Diane Yentel, que va treballar com a analista NLIHC en la seva primera feina a Washington D. C., es va convertir en presidenta de l'organització. Yentel va succeir a Sheila Crowley, que es va retirar després de dirigir l'organització durant més de 17 anys. L'octubre de 2024, Yentel va anunciar que va ser seleccionada per dirigir el Consell Nacional d'Organitzacions sense ànim de lucre i que deixaria el seu paper a NLIHC.

## Activitats
NLIHC ha desenvolupat una base de dades nacional sobre habitatges subsidiats i assistits federalment. HUD proporciona dades sobre el nombre de programes d'assistència i assegurances de lloguer que administra, que NLIHC combina amb dades sobre propietats recolzades pel Departament d'Agricultura o crèdits fiscals per a habitatges de renda baixa. Al voltant de la dècada de 1980 la coalició estava afiliada al Servei d'Informació d'Habitatge de Renda Baixa.
La publicació anual de l'organització, Out of Reach, va desenvolupar una fórmula anomenada "salari de l'habitatge" que posa de manifest la bretxa entre els ingressos i els costos de l'habitatge. L'informe àmpliament citat identifica el nombre d'hores que hauria de treballar algú que guanya el salari mínim per pagar una casa de dos dormitoris a totes les jurisdiccions del país.

## Més lectura
- Rochelle L. Stanfield (March 6, 1982), Cushing Dolbeare Champions Low-Income Assistance. (Describes the coalition)
- «National Low Income Housing Coalition». A: Sarah Slavin. U.S. Women's Interest Groups: Institutional Profiles.  Greenwood Publishing Group, 1995. ISBN 978-0-313-25073-6.
- Herbert J. Rubin, Advocacy for Social Change, ISBN 9781315121956